# Here Comes Tomorrow
A Here Comes Tomorrow (magyarul: Jön a holnap) a nyolcadik történet, amit Grant Morrison neve fémjelez a Marvel Comics képregények New X-Men sorozatában. A történet a 151-ik számtól a 154-ikig tart. Egy eltérő idővonalat mutat be, a 15104-es Földet, ahol a fő Marvel univerzumtól való elágazást követően Magneto már megsemmisítette New York nagyobb részét, és megölte Jean Greyt is. Scott Summers visszavonult és a Bestia kezében hagyta a Xavier Intézetet. Hank viszont a feladat súlya miatt egy teljesítménynövelő droghoz fordul. A Hypercortisone-D (rövidítve Kick) a későbbiekben John Sublime, a különleges bakteriális életforma egyik alakjának bizonyul, aki nekilát immár McCoyjal az irányítása alatt, hogy az emberiség egészét megsemmisítse.
Számos ellentmondásos jellemezte, mint például Küklopsz Emma Frosttal való kapcsolata, a Weapon Plus program részletei, John Sublime és Cassandra Nova tevékenysége.

## Cselekményvázlat
A távoli jövőben az emberi X-Man, Tom Skylark egy csapat Crawler-be ütközik (Kurt Wagner DNS-éből teremtett katonák, akik három más X-Men képességeit birtokolják) az X-birtok romjai között. Tomot eredetileg az E.V.A.-val való találkozás (Fantomex külső idegrendszere) hozta a helyszínre, amivel együtt szállítják el a Holdon talált Főnix tojást. Azonban egy Crawler, aki a Többszörös Ember és Küklopsz képességeit is birtokolja rajtuk üt. E.V.A.-t és Tom-ot egy Tito nevű madárember megmenti, ám a tojás elteleportálja mindnyájukat a Crawler-ek teremtőjéhez és urához, az ősz hajú Henry McCoy-hoz.
Megismerjük az emberi civilizáció bukásának történetét és Cassandra Nova legutóbbi jóslatait, amik semmi jóval nem kecsegtetnek. Azt mondja a múltban történt esemény mozdította el ebbe az irányba a Földet, de senki nem tudja mikor és hogyan következett be a hiba. A forrását mégis százötven évvel ezelőtt keresi, mikor Jean Grey sírhelyénél Küklopsz feladta a szuperhősséget, és elutasította Emma Frost ajánlatát, hogy újra kinyissák a Xavier Iskolát.

## Főbb következmények és felfedezések
- A történet végén Küklopsz elfogadja, hogy a Xavier Iskola új igazgatója legyen.
- Kiderül, hogy Sublime egy tudatos baktérium, és hogy a Kick nevű gyógyszer, amit Kid Omega és Xorn is fogyasztott valójában Sublime eszköze volt, hogy mutánsokat fertőzzön.
- Felfedik a Stepford Cuckoos, magyarul a Stepfordi Kakukkok kódnéven ismert mutáns ötös ikrek[2] a titokzatos Weapon Plus programhoz[3] való közét.
- A Főnix ítélete (Judgment of the Phoenix) azért semmisítette meg Sublime-ot, mert egy evolúciós zsákutca volt.
- Miután megjavította a sérült idővonalat, Jean Grey-t idő előtt feltámasztotta a Főnix erő, de később visszakerül a White Hot Room-ba a „forró fehér terembe”, hogy meggyógyíthassa magát és a Főnixet is. Mindazonáltal az Erő egy töredéke a Stepford testvéreknél maradt.
- Az első és egyetlen alkalom mikor No-Girl bármit is mondott: Rozsomák haldokolva fekszik, és No-Girl megvigasztalja azzal, hogy a White Hot Room-ba mennek.
- Quentin Quire-ről kiderül, hogy ő a Főnix erő következő megtestesülése az 15104-es Földön, illetve egy hozzá nagyon hasonló zöld Főnix egyenruhát hordó fiú szól Jean-hez, aki mintha felismerné és megkérdi: találkoztak e már?